# 1294

## Починали
- Дмитрий I, велик княз на Владимирско-Суздалското княжество
- 18 февруари – Кубилай хан, монголски Велик хан
- Роджър Бейкън, английски философ и алхимик